# Вэнс, Кортни Би
Ко́ртни Бе́рнард Вэнс (англ. Courtney Bernard Vance; род. 12 марта 1960) — американский актёр. Вэнс наиболее известен благодаря своей роли помощника окружного прокурора Рона Карвера в сериале NBC «Закон и порядок: Преступное намерение» (2001-06). В 2013 году он выиграл премию «Тони» за роль в пьесе «Счастливчик», а в 2016 году получил «Эмми» за «Народ против О. Джея Симпсона: Американская история преступлений».

## Биография

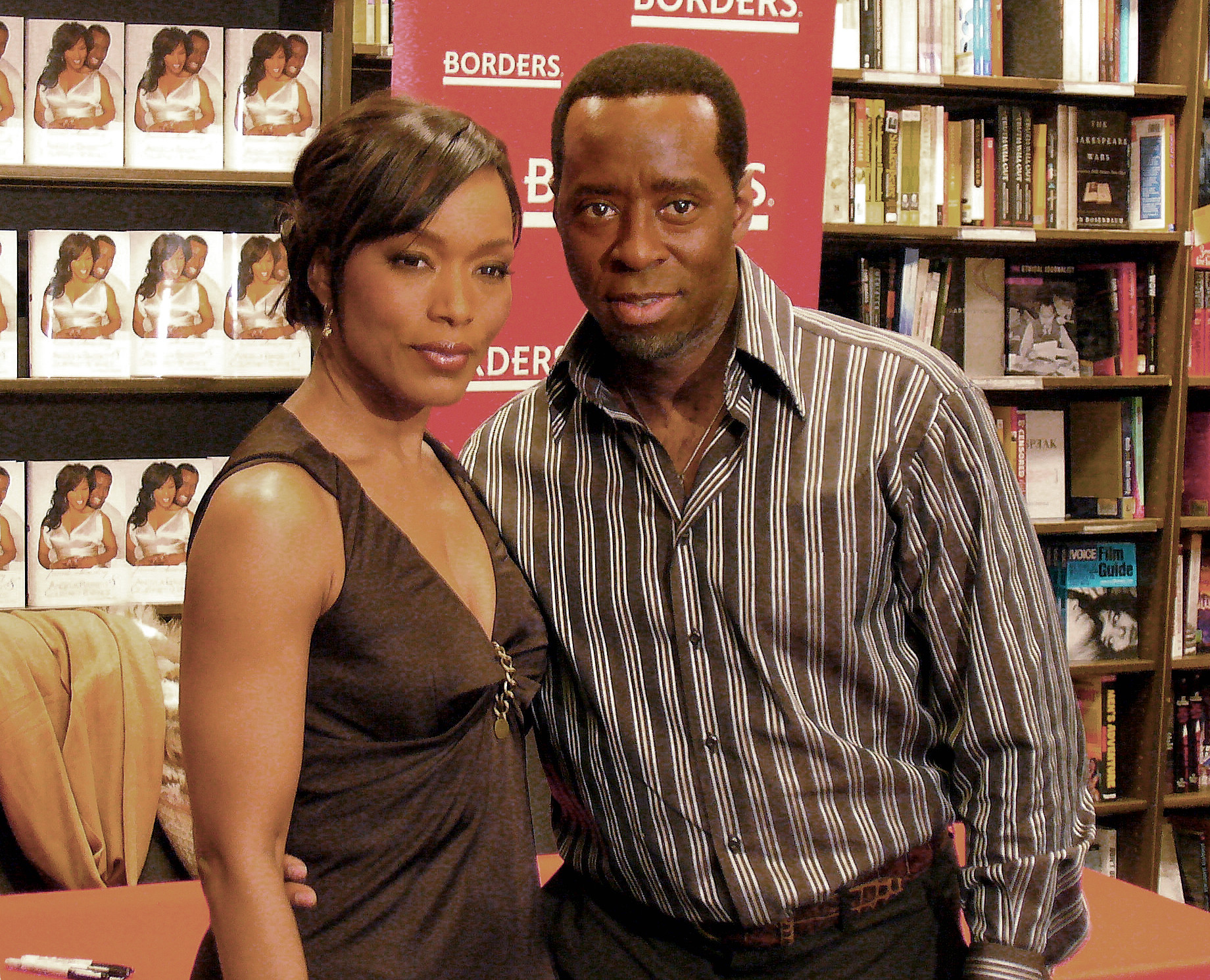
Кортни Б. Вэнс и Анджела Бассетт в 2007 году

Вэнс родился в Детройте, штат Мичиган, и в 1982 году окончил Гарвардский университет, а после получил степень магистра изобразительных искусств в Йельской школе драмы. Там он познакомился со своей будущей женой, актрисой Анджелой Бассетт. Они поженились в 1997 году. После многих безуспешных попыток завести детей естественным путём, проходя процедуры лечения бесплодия и ЭКО, воспользовались услугами суррогатной матери. В 2006 году у пары родились близнецы.
Вэнс за свою карьеру трижды номинировался на высшую театральную премию «Тони»; в 1987, 1991, и наконец забрал награду в 2013 году, за роль второго плана в пьесе «Счастливчик». В 1999 году он номинировался на премию «Независимый дух» за лучшую мужскую роль за игру в ЛГБТ-фильме Showtime «Слепая вера».
Вэнс сыграл значимые роли в нескольких кинофильмах, включая «Высота «Гамбургер»», «Охота за „Красным октябрём“», «Приключения Гека Финна», «Опасные умы», «Жена священника» и «Космические ковбои». Наиболее длительно Вэнс работал на телевидении, начиная с гостевых ролей в сериалах «Тридцать-с-чем-то», «Закон и порядок» и «Теперь в любой день». С 2001 по 2006 год он снимался в сериале NBC «Закон и порядок: Преступное намерение», играя роль помощника окружного прокурора. В 2008-09 годах он играл второстепенную роль мужа героини Анджелы Бассетт в сериале NBC «Скорая помощь». В 2009-10 годах он был членом регулярного состава недолго просуществовавшего сериала ABC «Вспомни, что будет», а после его закрытия брал на себя второстепенные роли в «Ищейка», «Месть» и «Мастера секса». В 2014-15 годах Вэнс исполнял роль мужа персонажа Элфри Вудард в сериале NBC «Положение дел». После он появился в эпизоде сериала Шонды Раймс «Скандал», вдохновлённым событиями убийства Майкла Брауна, а позже присоединился к сериалу «Народ против О. Джея Симпсона: Американская история преступлений», играя адвоката защиты. Роль принесла ему премию «Эмми» за лучшую мужскую роль в мини-сериале или фильме.

## Фильмография
| Год       |    | Русское название                        | Оригинальное название                             | Роль                         |
| --------- | -- | --------------------------------------- | ------------------------------------------------- | ---------------------------- |
| 1987      | ф  | Высота «Гамбургер»                      | Hamburger Hill                                    | Эйбрахам Джонсон             |
| 1989      | с  | Тридцать-с-чем-то                       | Thirtysomething                                   | Кёртис                       |
| 1990      | ф  | Охота за «Красным Октябрём»             | The Hunt for Red October                          | Роналд «Джонзи» Джонс        |
| 1990      | с  | Закон и порядок                         | Law & Order                                       | помощник мэра                |
| 1992      | тф | Уличные войны                           | In the Line of Duty: Street War                   | Джастис Батлер               |
| 1993      | ф  | Приключения Гека Финна                  | The Adventures of Huck Finn                       | Джим                         |
| 1993      | ф  | За пределами закона                     | Beyond the Law                                    | Конрой Прайс                 |
| 1994      | ф  | Святые узы брака                        | Holy Matrimony                                    | Купер                        |
| 1995      | ф  | Пантера                                 | Panther                                           | Бобби Сил                    |
| 1995      | ф  | Опасные умы                             | Dangerous Minds                                   | Джордж Гренди                |
| 1995      | ф  | Последний ужин                          | The Last Supper                                   | Люк                          |
| 1995      | тф | Уроки фортепиано                        | The Piano Lesson                                  | Лаймон                       |
| 1995      | тф | Пилоты из Таскиги                       | The Tuskegee Airmen                               | Гленн, 2-й лейтенант         |
| 1995      | тф | Казнённая любовь                        | The Affair                                        | Трэвис Холлоуэй              |
| 1995      | с  | Закон и порядок                         | Law & Order                                       | Бенджамин «Бад» Грир         |
| 1995      | с  | Застава фехтовальщиков                  | Picket Fences                                     | Уоррен Гриер                 |
| 1996      | ф  | Жена священника                         | The Preacher’s Wife                               | пастор Генри Биггс           |
| 1996      | тф | Ребята по соседству                     | The Boys Next Door                                | Люсьен Пи Сингер             |
| 1997      | тф | 12 разгневанных мужчин                  | 12 Angry Men                                      | старшина присяжных           |
| 1998      | ф  | Внезапное нападение                     | Ambushed                                          | Джерри Робинсон              |
| 1998      | тф | Слепая вера                             | Blind Faith                                       | Джон Уильямс                 |
| 1998      | тф | Жестокий город: Пули вершат правосудие  | Naked City: Justice with a Bullet                 | офицер Джеймс Халлоран       |
| 1998      | тф | Жестокий город 2: Рождественский убийца | Naked City: A Killer Christmas                    | офицер Джеймс Халлоран       |
| 1998      | с  | Теперь в любой день                     | Any Day Now                                       | мистер Джеймс Джексон        |
| 1999      | ф  | Колесо фортуны                          | Cookie’s Fortune                                  | детектив Отис Такер          |
| 1999      | ф  | Любовь и жизнь в Чикаго                 | Love and Action in Chicago                        | Эдди Джонс                   |
| 2000      | ф  | Космические ковбои                      | Space Cowboys                                     | Роджер Хайнс                 |
| 2000      | с  | Бостонская школа                        | Boston Public                                     | Уолтер Харрельсон            |
| 2001—2006 | с  | Закон и порядок: Преступное намерение   | Law & Order: Criminal Intent                      | Рон Карвер                   |
| 2002      | ф  | Детоксикация                            | D-Tox                                             | Вилли Джонс                  |
| 2008      | ф  | Ничего, кроме правды                    | Nothing but the Truth                             | агент О’Хара                 |
| 2008—2009 | с  | Скорая помощь                           | ER                                                | Рассел Банфилд               |
| 2009      | ф  | Сезон ураганов                          | Hurricane Season                                  | мистер Рэндольф              |
| 2009—2010 | с  | Вспомни, что будет                      | FlashForward                                      | Стэн Ведек                   |
| 2010      | ф  | Крайние меры                            | Extraordinary Measures                            | Маркус Темпл                 |
| 2010—2011 | с  | Ищейка                                  | The Closer                                        | шеф Томми Делк               |
| 2011      | ф  | Разделитель                             | The Divide                                        | Дэлвин                       |
| 2011      | ф  | Пункт назначения 5                      | Final Destination 5                               | Джим Блок                    |
| 2012      | ф  | Радостный шум                           | Joyful Noise                                      | пастор Дейл                  |
| 2012      | тф | Позволь ему засиять                     | Let It Shine                                      | пастор Джейкоб Дебарж        |
| 2012      | с  | Месть                                   | Revenge                                           | Бенджамин Брукс              |
| 2013      | с  | Грейсленд                               | Graceland                                         | Сэм Кэмпбелл                 |
| 2014      | с  | Мастера секса                           | Masters of Sex                                    | доктор Чарльз Хендрикс       |
| 2014—2015 | с  | Положение дел                           | State of Affairs                                  | маршалл Пейтон               |
| 2015      | ф  | Терминатор: Генезис                     | Terminator Genisys                                | Майлз Дайсон                 |
| 2015      | с  | Скандал                                 | Scandal                                           | Кларенс Паркер               |
| 2016      | ф  | Новогодний корпоратив                   | Office Christmas Party                            | Уолтер Дэвис                 |
| 2016      | с  | Народ против О. Джея Симпсона           | The People v. O. J. Simpson: American Crime Story | Джонни Кокрэн                |
| 2017      | ф  | Мумия                                   | The Mummy                                         | полковник Гринуэй            |
| 2017      | тф | Бессмертная жизнь Генриетты Лакс        | The Immortal Life of Henrietta Lacks              | Сэр лорд Кинан Кестер Кофилд |
| 2018      | ф  | Вернуть Бена                            | Ben Is Back                                       | Нил Бёрнс                    |
| 2018      | мф | Остров собак                            | Isle of Dogs                                      | рассказчик                   |
| 2020      | ф  | Фотография                              | The Photograph                                    | Луис Мортон                  |
| 2020      | ф  | Откупоренные                            | Uncorked                                          | Луис                         |
| 2020      | ф  | Проект «Сила»                           | Project Power                                     | Крейн                        |
| 2020      | с  | Страна Лавкрафта                        | Lovecraft Country                                 | Джордж Фримен                |
| 2021      | с  | Гений                                   | Genius                                            | К. Л. Франклин               |
| 2022—2023 | с  | 61-я улица                              | 61st Street                                       | Франклин Робертс             |
| 2023      | ф  | Ограбление 88                           | Heist 88                                          | Джереми Хорн                 |
| 2024      | ф  | Лило и Стич                             | Lilo & Stitch                                     | Кобра Бабблз                 |
| 2024      | с  | Гротеск                                 | Grotesquerie                                      | Маршалл Трайон               |
| 2025      | с  | Перси Джексон и Олимпийцы               | Percy Jackson and the Olympians                   | Зевс                         |

## Награды и номинации
| Год  | Награда                                               | Категория                                                                         | Работа                                                           | Результат |
| ---- | ----------------------------------------------------- | --------------------------------------------------------------------------------- | ---------------------------------------------------------------- | --------- |
| 1987 | Clarence Derwent Awards                               | Самый многообещающий артист                                                       | Ограды                                                           | Победа    |
| 1987 | Театральный мир                                       | Театральный мир                                                                   | Ограды                                                           | Победа    |
| 1987 | Тони                                                  | Лучшая мужская роль второго плана в пьесе                                         | Ограды                                                           | Номинация |
| 1991 | Тони                                                  | Лучшая мужская роль в пьесе                                                       | Шесть степеней отчуждения                                        | Номинация |
| 1998 | Независимый дух                                       | Лучшая мужская роль                                                               | Слепая вера                                                      | Номинация |
| 2013 | Тони                                                  | Лучшая мужская роль второго плана в пьесе                                         | Счастливчик                                                      | Победа    |
| 2016 | Эмми                                                  | Лучшая мужская роль в мини-сериале или фильме                                     | Народ против О. Джея Симпсона: Американская история преступлений | Победа    |
| 2017 | Золотой глобус                                        | Лучший актёр в мини-сериале или телефильме                                        | Народ против О. Джея Симпсона: Американская история преступлений | Номинация |
| 2017 | Премия Гильдии киноактёров США                        | Лучшая мужская роль в телефильме или мини-сериале                                 | Народ против О. Джея Симпсона: Американская история преступлений | Номинация |
| 2017 | Выбор критиков                                        | Лучшая мужская роль в телефильме или мини-сериале                                 | Народ против О. Джея Симпсона: Американская история преступлений | Победа    |
| 2017 | Премия Ассоциации телевизионных критиков              | Личные достижения в драме                                                         | Народ против О. Джея Симпсона: Американская история преступлений | Номинация |
| 2017 | Спутник                                               | Лучший актёр в мини-сериале или телефильме                                        | Народ против О. Джея Симпсона: Американская история преступлений | Номинация |
| 2017 | NAACP Image Award                                     | Выдающийся актер в телефильме, мини-сериале или специальном драматическом сериале | Народ против О. Джея Симпсона: Американская история преступлений | Победа    |
| 2017 | BET Awards                                            | Лучший актёр на телевидении                                                       | Народ против О. Джея Симпсона: Американская история преступлений | Номинация |
| 2019 | Грэмми                                                | Лучший разговорный альбом                                                         | На службе у войны: негласный союз астрофизики и армии            | Номинация |
| 2021 | Эмми                                                  | Лучший приглашённый актёр в драматическом телесериале                             | Страна Лавкрафта                                                 | Победа    |
| 2021 | Телевизионная премия Ассоциации голливудских критиков | Лучший актер второго плана в телевизионном или кабельном сериале, драма           | Страна Лавкрафта                                                 | Номинация |
| 2021 | Телевизионная премия Ассоциации голливудских критиков | Лучший актер второго плана в мини-сериале, антологии или телефильме               | Гений                                                            | Номинация |
| 2022 | Выбор критиков                                        | Лучшая мужская роль в телефильме или мини-сериале                                 | Гений                                                            | Номинация |
| 2024 | Гарвардский фонд межкультурных и межрасовых отношений | Артист года                                                                       | Кортни Би Вэнс (совместно со своей женой Анджелой Бассетт)       | Победа    |